# Afkommunisering i Ukraine
Afkommuniseringen i Ukraine startede under og efter opløsningen af Sovjetunionen i 1991. Med succesen med Værdighedens revolution i 2014 godkendte den ukrainske regering love, der forbød kommunistiske symboler.
Den 15. maj 2015 underskrev Ukraines præsident Petro Porosjenko en lovpakke der startede en seks-måneders periode med fjernelse af kommunistiske monumenter (undtaget var monumenter fra Anden Verdenskrig) og omdøbning af offentlige steder opkaldt efter kommunistisk-relaterede temaer. Dengang betød det, at 22 byer og 44 landsbyer skulle få nye navne. Indtil 21. november 2015 kunne kommunalbestyrelsen bemyndige dette. Hvis de undlod at gøre det, havde oblasterne i Ukraine frist indtil den 21. maj 2016, til at ændre navnene. Hvis bosættelsen efter denne dato stadig havde sit gamle navn, ville Ukraines regering have myndighed til at tildele et nyt navn. I 2016 blev 51.493 gader og 987 byer og landsbyer omdøbt, og 1.320 Lenin-monumenter og 1.069 monumenter for andre kommunistiske personer blev fjernet. Overtrædelse af loven medfører en straf på et potentielt medieforbud og fængselsstraffe på op til fem år.
Den 24. juli 2015 fratog indenrigsministeriet Ukraines Kommunistiske Parti, det fornyede Kommunistiske Parti, og Arbejdernes og Bøndernes Kommunistiske Parti retten til at deltage i valg og erklærede, at det fortsatte retssagerne om at afslutte registreringen af kommunistiske partier i Ukraine, der startede i juli 2014. Inden den 16. december 2015 var de tre nævnte parter blevet forbudt i Ukraine, men Ukraines kommunistiske parti appellerede imidlertid forbuddet. Det betød, at domstolens beslutning om at forbyde partiet ikke trådte i kraft, men   afkommuniseringsloven fra april 2015 indeholder en norm, der muliggør justitsministeriet at forbyde partiet at deltage i valg. 

## Historie
En uofficiel afkommuniseringsproces begyndte i Ukraine efter opløsningen af Sovjetunionen og Ukraines efterfølgende uafhængighed i 1991. Afkommuniseringen blev gennemført meget mere hensynsløst og synligt i det tidligere Sovjetiske baltiske stater og Warszawapagtens lande uden for Sovjetunionen. Ukraines første præsident efter landets uafhængighed fra Sovjetunionen i 1991, Leonid Kravchuk, havde også udstedt ordrer rettet mod " <i>afsovjetisering</i> " i begyndelsen af 1990'erne. I de følgende år blev historiske monumenter for sovjetiske ledere fjernet i Ukraine, skønt i et langsomt tempo; Denne proces gik meget længere i de ukrainsk-talende vestlige regioner end i de industrialiserede, stort set russisk-talende østlige regioner. Afkommuniseringslove blev udarbejdet i det ukrainske parlament i 2002, 2005, 2009, 2011 og 2013, men de lykkedes ikke.
Under og efter Euromaidan, blev adskillige Lenin-monumenter og -statuer fjernet eller ødelagt af demonstranter, startende med monumentet for Lenin i Kiev den 8. december 2013.
I april 2014, et år før den formelle, landsdækkende afkommuniseringsproces i Ukraine, fjernede og ændrede lokale myndigheder kommunistiske symboler og stednavne, som i Dnipropetrovsk.
Den 9. april 2015 vedtog det ukrainske parlament lovgivning om afkommunisering.  Den blev forelagt af den anden Jatsenjuk-regering, der forbød promovering af symboler på "kommunistiske og nationalsocialistiske totalitære regimer". En af de vigtigste bestemmelser i lovforslaget var at fastslå at Sovjetunionen var "kriminel", og at den "førte en statslig terrorpolitik". Lovgivningen forbyder brugen af kommunistiske symboler og propaganda og forbyder også alle symboler og propaganda for nationalsocialisme og dens værdier og enhver aktivitet af nazistiske eller fascistiske grupper i Ukraine. Forbuddet gælder monumenter, sted- og vejnavne.  Forbuddet gælder ikke monumenter fra Anden Verdenskrig og når symboler er placeret på en kirkegård. At udtrykke prokommunistiske synspunkter blev ikke gjort ulovligt. Forbuddet mod kommunistiske symboler førte til fjernelse af hundredvis af statuer, udskiftning af millioner af gadeskilte og omdøbning af byer og bebyggelser, herunder nogle af Ukraines største byer som Dnipro. administrationen i Dnipro anslog i juni 2015, at 80 gader, pladser og boulevarder skulle omdøbes. Maxim Eristavi af Hromadske TV anslog i slutningen af april 2015, at den landsdækkende omdøbning ville koste omkring $1,5 milliard. Lovgivningen gav også en særlig juridisk status til veteraner fra "kampen for ukrainsk uafhængighed" fra 1917 til 1991 (Sovjetunionens levetid). Samme dag vedtog parlamentet også en lov, der erstattede udtrykket " Store Fædrelandskrig " i det nationale leksikon med " Anden Verdenskrig " fra 1939 til 1945, en ændring af stor betydning i Ukraine.
Den 15. maj 2015 underskrev Ukraines præsident Petro Poroshenko afkommuniseringslovene. Dette startede en seks-måneders periode med fjernelse af kommunistiske monumenter hvor offentlige steder opkaldt efter kommunistisk-relaterede temaer blev omdøbt.
 
Den ukrainske afkommuniseringslov gælder, men er ikke begrænset til:
- Sovjetunionens flag
- Flaget for den ukrainske socialistiske sovjetrepublik og dens 14 andre republikker samt de socialistiske lande i Østeuropa og i udlandet [nb 1]
- Sovjetunionens statsemblem og dets konstituerende republikker samt de socialistiske lande i Østeuropa og i udlandet [nb 2]
- Sovjetunionens og republikkernes [nb 3]
- den røde stjerne
- Hammer og segl
- Billeder, der ligner Vladimir Lenin, Leon Trotskij, Joseph Stalin, Mao Zedong og Che Guevara
- militæruniformer

Lovene blev offentliggjort i Holos Ukrayiny den 20. maj 2015,, og de trådte officielt i kraft dagen efter.
Den 3. juni 2015 offentliggjorde det Ukrainske institut for national hukommelse en liste over 22 byer og 44 landsbyer, der skal omdøbes. Langt de fleste af disse steder var i Donbass-regionen i Østukraine; de andre var beliggende i det centrale Ukraine og det sydlige Ukraine. I henhold til afkommuniseringslovene havde de kommunale myndigheder indtil den 21. november 2015 til at ændre navnet på den bygd, de styrer. For bosættelser, der ikke selv kunne omdøbe, havde provinsmyndighederne indtil den 21. maj 2016 til at ændre navnet. Hvis forliget efter denne dato stadig beholdt sit gamle navn, omdøbte Ukraines regering bosættelsen.
Den 30. september 2015 forbød Distriktsretten i Kiev partierne Kommunistiske Parti for Arbejdere og Bønder og Ukraines Kommunistiske Parti (fornyet); ingen af dem ankede.
I oktober 2015 blev en statue af Lenin i Odessa omdannet til en statue af Star Wars-skurken Darth Vader.
Den 16. december 2015 godkendte Kyiv-distriktets administrative domstol kravet fra justitsministeriet fuldt ud, og forbød aktiviteterne i Ukraines kommunistiske parti. Partiet appellerede dette forbud til Den Europæiske Menneskerettighedsdomstol 
I marts 2016 blev statuer af Lenin, Felix Dzerzhinsky, Sergey Kirov og et Komsomol-monument fjernet eller taget ned i den østlige by Zaporizhia. Statuen med udsigt over Dnepr-vandkraftværket (tidligere kaldet Lenin-dæmningen) var den største tilbageværende Lenin-statue i Ukraine.
Den 19. maj 2016 stemte det ukrainske parlament for at omdøbe Ukraines fjerdestørste by Dnipropetrovsk til "Dnipro".  Omdøbningen blev underskrevet i loven den 20. maj 2016.
Det ukrainske parlament erklærede i juli 2016, at de nye navne på Krim, der har været fuldt russisk kontrolleret siden den russiske annektering af Krim i 2014, "vil blive taget i brug med tilbageleveringen af det midlertidigt besatte område i Den Autonome Republik Krim og Sevastopol under Ukraines generelle jurisdiktion." 
I maj 2017 appellerede 46 ukrainske parlamentsmedlemmer, hovedsageligt fra oppositionen, til Ukraines forfatningsdomstol, om at erklære 2015-afkommuniseringslovene forfatningsstridige. 
Direktøren for det ukrainske institut for national erindring, Volodymyr Viatrovych, udtalte i februar 2018, at "Afkommunisering i forbindelse med at fratage symbolerne på det totalitære regime faktisk er blevet fuldført", selvom byen Kyiv ifølge ham sakker bagud.

## Kritik
Den 18. maj 2015 udtrykte OSCE bekymring for, at lovene kunne have en negativ indvirkning på pressefriheden i Ukraine. OSCE beklagede også, hvad det opfattede som nedsatte muligheder for civilsamfundet til at deltage i offentlige diskussioner om lovene.
Kharkiv Human Rights Protection Group udtalte i maj 2015, "at lovene (hvoraf den ene) effektivt kriminaliserer offentlige udtryk for synspunkter, som mange ukrainere har".
Russiske lovgivere hævdede (i april 2015), at det var "kynisk" at sætte kommunistiske og nazistiske symboler på lige fod med hinanden, og pro-russiske oprørere i Donbass (en region i det østlige Ukraine) har fordømt loven. Den daværende leder af Folkerepublikken Donetsk Alexander Zakharchenko udtalte i slutningen af februar 2016, at når de omdøbte byer kommer "tilbage under vores jurisdiktion", ville de blive omdøbt til deres præ-afkommuniserede navn.
Den 18. december 2015 udtalte Venedigkommissionen, at Ukraines afkommuniseringslove ikke var i overensstemmelse med europæiske lovgivningsstandarder. Det var især kritisk over for forbuddet mod kommunistiske partier.
I februar 2022, midt i den russisk-ukrainske krise, talte Vladimir Putin, om den ukrainske juridiske proces med afkommunisering, der var begyndt i Ukraine i 2015, og udvidede den traditionelle definition af afkommunisering i Ukraine ved at sige: "Du vil have afkommunisering? Det passer os fint. Men stop ikke halvvejs. Vi er klar til at vise Ukraine, hvad ægte afkommunisering betyder for Ukraine." Under den samme tale havde Putin udtalt, at Ukraine var skabt af bolsjevikkerne, og bebrejdede specifikt Vladimir Lenin for at "løsrive Ukraine fra Rusland".

## Resultater
Siden den 16. december 2015 er tre kommunistiske partier forbudt i Ukraine. Det eneste parti, der appellerede forbuddet, var Ukraines kommunistiske parti, hvilket resulterede i, at rettens beslutning om at forbyde Ukraines kommunistiske parti ikke trådte i kraft.  Imidlertid indeholder afkommuniseringsloven fra april 2015 en norm, der tillader justitsministeriet at forbyde kommunistpartiet at deltage i valg. 
Ukraine havde i 1991 5.500 Lenin-monumenter, faldende til 1.300 i december 2015. Mere end 700 Lenin-monumenter blev fjernet og/eller ødelagt fra februar 2014 (da 376 faldt) til december 2015. Den 16. januar 2017 meddelte det ukrainske institut for national erindring, at 1.320 Lenin-monumenter var fjernet under afkommuniseringen.
De fortalte videre at 51.493 gader, pladser og "andre faciliteter" var blevet omdøbt på grund af dekommunisering. I juni 2016 blev der 19 rajoner, 27 bydistrikter, 29 byer, 48 by-type bosættelser, 119 landlige bosættelser og 711 landsbyer omdøbt. Den fjerdestørste by blev omdøbt fra Dnipropetrovsk til Dnipro. I Ukraines næststørste by, Kharkiv, var mere end 200 gader, 5 administrative områder, 4 parker og 1 metrostation blevet omdøbt i begyndelsen af februar 2016. I hele 2016 blev 51.493 gader og 987 byer og landsbyer omdøbt, 25 rajoner blev omdøbt og 1.320 Lenin-monumenter og 1.069 monumenter for andre kommunistiske personer fjernet. I nogle landsbyer blev Lenin-statuer omdannet til "ikke-kommunistiske historiske personer" for at spare penge. Et af de mest fremtrædende eksempler var Lenin-monumentet i Odessa, som blev omdannet til monumentet for Darth Vader.

## Meningsmålinger
En meningsmåling fra november 2016 viste, at 48 % støttede et forbud mod kommunisme i Ukraine, 36 % var imod det, og 16 % var usikre. Den viste også, at 41 % af de spurgte sagde, at de støtter initiativet til at fjerne alle Leninmonumenter i landet, mens (48 procent) er imod dette og 11 % er uafklarede.
Den 8. april 2022 støttede 76 % af ukrainerne i en meningsmåling foretaget af den sociologiske gruppe Rating initiativet til at omdøbe gader og andre objekter, hvis navne er forbundet med Rusland, efter den russiske invasion af Ukraine i 2022.